# گواردیارجیا
گواردیارجیا (به ایتالیایی: Guardiaregia) یک کومونه در ایتالیا است که در استان کامپوباسو واقع شده‌است.

## خصوصیات
گواردیارجیا ۴۲ کیلومترمربع مساحت و ۷۸۳ نفر جمعیت دارد و ۷۳۰ متر بالاتر از سطح دریا واقع شده‌است.